# Liste der Gedenktafeln in Berlin-Wilhelmstadt
Die Liste der Gedenktafeln in Berlin-Wilhelmstadt enthält die Namen, Standorte und, soweit bekannt, das Datum der Enthüllung von Gedenktafeln.
Die Liste ist nicht vollständig.

## Wilhelmstadt
| Bild | Name                                   | Standort           | Datum der Enthüllung              |
| ---- | -------------------------------------- | ------------------ | --------------------------------- |
|      | Wochenendsiedlung Bocksfeld            | Bocksfeldstraße 25 |                                   |
|      | Albert Einstein                        | Bocksfeldstraße 9  |                                   |
|      | Absturz einer Sowjetischen Jak-28      | Stößenseebrücke    | wurde am 19. Februar 2025 ersetzt |
|      | Absturz einer Sowjetischen Jak-28      | Stößenseebrücke    | 19. Februar 2025                  |
|      | Siegfried John                         | Am Pichelssee 20   |                                   |
|      | Siedlungsgenossenschaft Postheimstätte | Jaczostraße 2      |                                   |